# Секвенция (ансамбль)
«Секве́нция» (лат. Sequentia) — ансамбль старинной музыки, один из наиболее известных и авторитетных интерпретаторов средневекового музыкального репертуара.

## Краткая характеристика
Ядро ансамбля составили американские музыканты — арфист Бенджамин Бэгби (Bagby; р.1950) и певица Барбара Торнтон, основавшие коллектив в 1977 году, во время обучения в базельской Schola Cantorum. В том же году музыканты переехали в Кёльн, где с тех пор совместно жили и работали. Помимо дуэта в концертах и записях «Секвенции» участвовали многие музыканты, в том числе скрипачка и виелистка Элизабет Гейвер (Gaver), флейтист Норберт Роденкирхен (Rodenkirchen), лютнист Крофорд Янг. Барбара Торнтон скоропостижно скончалась в 1998 г. В 2002 г. Бэгби переехал в Париж, где женился на певице (хорватского происхождения) Катарине Ливлянич (Livljanic). В 2005-14 гг. Бэгби преподавал собственный курс «Практика средневековой музыки» в четвёртом университете Сорбонны (Paris IV). Бэгби также проводит мастер-классы средневековой музыки в различных городах мира, в том числе провёл однодневный класс в Москве (2012); выступал там же с концертами в 2015 году.
В основе репертуара «Секвенции» лежит церковная, паралитургическая и светская (кроме итальянской) музыка эпохи Средних веков (до XIV в. включительно), заимствованная непосредственно из средневековых манускриптов. Исполнительские редакции оригиналов выполняли сами Торнтон и Бэгби. Их научными консультантами выступали музыковеды Вульф Арльт (Arlt), Барбара Штюльмейер (Stühlmeyer), Лео Трейтлер, Ричард Крокер и др., филологи Питер Дронке, Гастон Цинк (Zink), Пьер Бек (Bec) и др.
Внутрь целого ряда «оригинальных» тематических программ (как в антологии «Труверы», на диске с музыкой из аббатства Сен-Марсьяль, в альбоме «Данте и трубадуры» и др.) вставлены инструментальные пьесы без указания источников; как правило, эти сочинения принадлежат члену ансамбля, скрипачке Элизабет Гейвер (Gaver), либо написаны ею совместно с Б. Бэгби. В некоторых случаях, как с «исландской» музыкой, с программой «Фрагменты на конец Времени» и особенно с эпическим «Беовульфом» (премьера в Утрехте, 1990), вместо «редакции источника» вернее говорить об «авторской реконструкции».
С 1979 г. ансамбль гастролировал по всему миру, включая страны восточной Европы и Балканы; с 1981 начал выпускать аудиозаписи на немецкой harmonia mundi. В обширной дискографии «Секвенции» — полное собрание сочинений Хильдегарды Бингенской и антология (в оригинале на трёх грампластинках) музыки труверов, включающая большие подборки музыки Адама де ла Аля и Жанно де Лекюреля, а также (технически весьма сложные) мотеты Пьера де ла Круа.

## Дискография
Примечание 1. Отмеченные звёздочкой программы вышли в оригинале на LP; позже переизданы на CD (в некоторых случаях с купюрами)
Примечание 2. DHM = deutsche harmonia mundi
1. Spielmann und Kleriker* (EMI/DHM 067 99 921-T; зап. 1980)
2. Hildegard: Ordo virtutum* (DHM/BASF DHL 20 395 / 96-2-RG; зап. 1982)
3. Trouvères: Höfische Liebeslieder aus Nordfrankreich* (EMI/DHM 157—169 501-3T; 3 LP; зап. 1982); программа (с купюрами) позже опубликована на двух CD: DHM/SONY 88697568322
4. Spruchdichter des 13. Jahrhunderts: Kelin und Fegfeuer* (EMI/DHM 069 1 99 994-1; зап. 1982)
5. Hildegard: Symphoniae* (DHM/BASF 74321 20 198-2; зап. 1982-83)
6. Philippe Le Chancelier. School of Notre Dame (DHM/BMG RD 77035 QA; зап. 1986)
7. English songs of the Middle Ages (DHM/BMG 77019; зап. 1987)
8. Philippe de Vitry: Motets and chansons (DHM/BMG RD 77095 QA; зап. 1988)
9. The union of words and music in medieval poetry (аудиоприложение к одноимённому сборнику статей; Austin: University of Texas Press, 1991. ISBN 0292785208; зап. 1988)
10. Vox Iberica I: Sons of thunder. Music for St. James the Apostle (Codex Calixtinus) (DHM/BMG 05472 77199 2; зап. 1989)
11. Vox Iberica II: Music from the royal convent of Las Huelgas de Burgos (DHM/BMG 05472 77238 2; зап. 1989)
12. Vox Iberica III: El Sabio. Songs for King Alfonso X (DHM/BMG 05472 77173 2; зап. 1991)
13. Frauenlob. Frauenlobs Leich, oder der Guldin Fluegel, zu latin: Cantica Canticorum (DHM/BMG 05472 77309 2; зап. 1990; релиз 2000)
14. Bordesholmer Marienklage (совместно с Хоровой школой Эссена [Choralschola Essen]; DHM/BMG 05472 77280 2; 2 CD; зап. 1992)
15. Wolkenstein: Songs (DHM/BMG 05472 77302 2; зап. 1993)
16. Hildegard: Canticles of ecstasy (DHM/BMG 05472 77320 2; зап. 1993)
17. Dante and the troubadours (DHM/BMG 05472 77227 2; зап. 1993)
18. Hildegard: Voice of the blood (DHM/BMG 05472 77346 2; зап. 1994)
19. Visions from the Book (совместно с мужским вокальным ансамблем Sons of Thunder; DHM/BMG 05472 77347 2; зап. 1994)
20. Hildegard: O Jerusalem. A dedication ceremony of symphoniae (DHM/BMG 05472 77353 2; зап. 1995-96)
21. Shining Light. Music from the Aquitanian Monasteries (XII в.) (DHM/BMG 05472 77666 2; зап. 1996)
22. Hildegard: Saints (DHM/BMG 05472 77378 2; 2 CDs; зап. 1996)
23. Edda. Myths from medieval Iceland (DHM/BMG 05472 77381 2; зап. 1996)
24. Aquitania. Christmas music from Aquitanian monasteries (DHM/BMG 05472 77383 2; зап. 1998)
25. Hildegard: Ordo virtutum (DHM/BMG 05472 77394 2; 2 CDs; зап. 1998); вторая (новая, без Б.Торнтон) запись литургической драмы Хильдегарды, с вокальными ансамблями Vox feminae и Sons of Thunder
26. The Rheingold curse. A Germanic saga of greed and revenge from the medieval Icelandic Edda (Marc Aurel Edition 20016; 2 CDs; зап. 2001)
27. Lost songs of the Rhineland Harper (DHM/BMG 82876 58940 2; зап. 2002)
28. Chant wars. The Carolingian «globalisation» of medieval plainchant (совместно с ансамблем Dialogos; DHM/Sony/BMG 82876-66650-2; зап. 2004)
29. Krone und Schleier. Frauenklöster im Mittelalter (WDR Köln; CD без идентификационного номера с тематической программой, записанной к масштабной гос. выставке «Krone und Schleier. Kunst aus mittelalterlichen Frauenklöstern», прошедшей в 2005 в Эссене и Бонне; зап. 2005)
30. Fragments for the end of time (Raum Klang 2803; зап. 2008) (тематическая программа из музыки на апокалиптические тексты)
31. Hildegard. Celestial hierarchy (DHM/Sony/BMG 88765-46864-2; зап. 2012)